# جانوس توث
جانوس توث (بالمجرية: Tóth János)‏ هو منافس ألعاب قوى مجري، ولد في 15 أبريل 1978.

## وصلات خارجية
- جانوس توث على موقع الاتحاد الدولي لألعاب القوى (الإنجليزية)
- جانوس توث على موقع أوليمبيديا (الإنجليزية)